# Aldeia da Ribeira, Vilar Maior e Badamalos
Aldeia da Ribeira, Vilar Maior e Badamalos (oficialmente: União das Freguesias de Aldeia da Ribeira, Vilar Maior e Badamalos) é uma freguesia portuguesa do município do Sabugal, com 68,79 km² de área e 266 habitantes (censo de 2021). A sua densidade populacional é 3,9 hab./km².

## História
Foi criada aquando da reorganização administrativa de 2012/2013,  resultando da agregação das antigas freguesias de Aldeia da Ribeira, Vilar Maior e Badamalos.

## Demografia
A população registada nos censos foi:
| Distribuição da População por Grupos Etários | Distribuição da População por Grupos Etários | Distribuição da População por Grupos Etários | Distribuição da População por Grupos Etários | Distribuição da População por Grupos Etários | Distribuição da População por Grupos Etários |
| -------------------------------------------- | -------------------------------------------- | -------------------------------------------- | -------------------------------------------- | -------------------------------------------- | -------------------------------------------- |
| Antes da agregação                           |                                              |                                              |                                              |                                              |                                              |
| Ano                                          | 0-14 anos                                    | 15-24 anos                                   | 25-64 anos                                   | >= 65 anos                                   | Total                                        |
| 2001                                         | 31                                           | 35                                           | 189                                          | 210                                          | 465                                          |
| 2011                                         | 24                                           | 16                                           | 136                                          | 171                                          | 347                                          |
| Após a agregação                             |                                              |                                              |                                              |                                              |                                              |
| Ano                                          | 0-14 anos                                    | 15-24 anos                                   | 25-64 anos                                   | >= 65 anos                                   | Total                                        |
| 2021                                         | 12                                           | 18                                           | 110                                          | 126                                          | 266                                          |